# Flóra Antarktidy

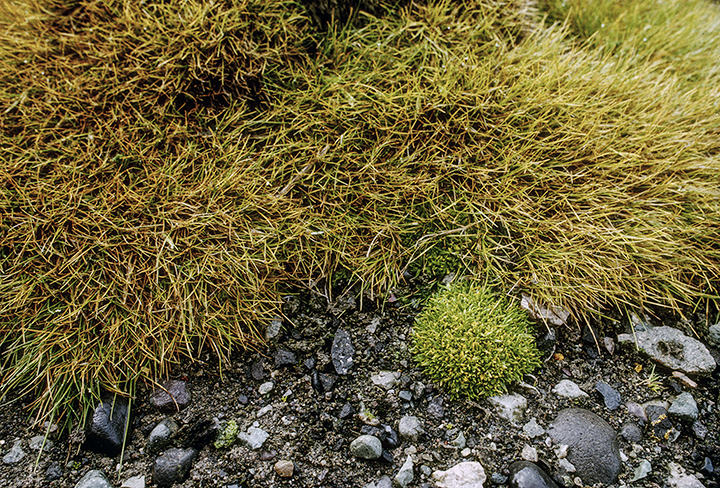
Colobanthus quitensis a Deschampsia antarctica

Flóra Antarktidy je vzhledem k drsným podmínkám (extrémní chlad, chudá půda, nedostatek vody, nedostatek slunečního záření během polární noci) velmi chudá a zahrnuje celkem asi 1100 druhů rostlin, z nichž ovšem pouze 2 druhy jsou původní vyšší (kvetoucí) rostliny.
Nejrozšířenějšími rostlinami jsou řasy, které ve velkém rostou ve zdejších mořích. Na souši převažují drobné rostliny, jako jsou mechy, játrovky nebo lišejníky. Z kvetoucích krytosemenných rostlin se zde nacházejí dva druhy rostoucí na Antarktickém poloostrově. Na ostrově krále Jiřího byla objevena invazní bylina z čeledi lipnicovitých. Z celkové rozlohy Antarktidy rostliny zaujímají pouze nepatrné nejteplejší polohy (maximálně 1 % rozlohy Antarktidy). Nejvíce se vyskytují na Antarktickém poloostrově v blízkosti pobřeží. Kromě pevniny se rostliny vyskytují i na antarktických ostrovech, kde je klima nejpříznivější. Drobné rostliny jako jsou lišejníky (řasy nebo houby) rostou i ve vnitrozemských suchých údolích na skalách, v trhlinách a pórech skal. Tato údolí jsou extrémně suchá bez sněhového a ledového pokryvu, s dostatkem slunečního svitu. Některé řasy rostou přímo na sněhu, u kterého mohou způsobit i různá zabarvení. V okolních mořích rostou dlouhé řasy, které dosahují délky několik stovek metrů, které tvoří podvodní lesy.

## Druhy

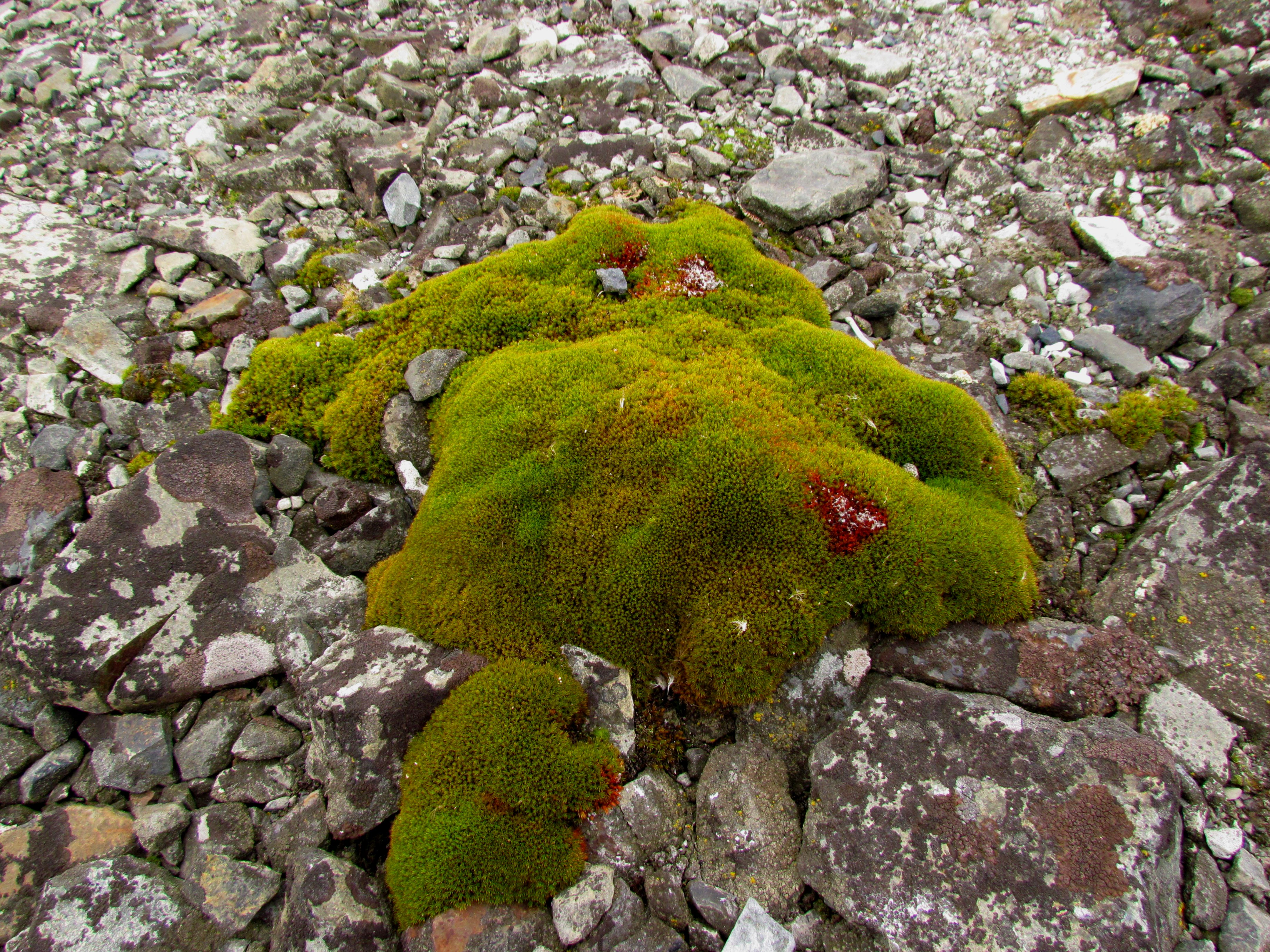
Antarktický mech u stanice Esperanza

Mezi původní kvetoucí rostliny patří pouze dva druhy, Colobanthus quitensis z čeledi hvozdíkovité a tráva Deschampsia antarctica. Na ostrově krále Jiřího se vyskytuje invazní tráva lipnice roční (Poa annua). Četnější jsou různé mechy (dosud známo 104 druhů) a zejména lišejníky (známo 380 druhů), dále se vyskytují i některé řasy, houby, játrovky a bakterie. Některé z nich přežívají i v místech trvale zaledněných. Řada druhů nižších rostlin je endemická. Mnohem bohatší je mořská vegetace, zastoupená zejména fytoplanktonem. Ten spolu se zooplanktonem tvoří základ potravního řetězce v polárních mořích.
Antarktické rostliny obvykle obsahují málo vody, což je chrání v mrazivých podmínkách. Vegetační doba zdejších rostlin je krátká. Na Antarktických ostrovech se obvykle vyskytuje více druhů než na samotné Antarktidě.
- řasy — 700 druhů
- lišejníky — 250 až 300 druhů
- mechy — 70 až 100 druhů
- játrovky — 25 až 30 druhů
- kvetoucí rostliny (krytosemenné) — 2 druhy původní, 1 druh invazní

## Nové druhy
Na antarktickém kontinentě se poslední dobou objevují nové druhy rostlin. Nejpravděpodobnější příčina je globální oteplování a také nechtěné zavlečení nových druhů, semena z jiných částí světa na oblečení průzkumníků či návštěvníků, jeden návštěvník průměrně přinese 9,5 semena, odhadem je takto na Antarktidu zaneseno 70 000 cizích semen ročně.. Nejvíce takto zavlečených druhů pochází ze severní polokoule. Návštěvníci neprocházejí kontrolou a očištou před vstupem na pevninu a tak nových druhů přibývá. Na ostrovy i pevninu mohou semena přinést také větry či moře, hlavně z Jižní Ameriky.

## Flora v historii
Antarktida bývala přibližně před 200 miliony let součástí Gondwany, která ležela v tropickém pásu. V těch dobách tu rostly stromy čeledi nohoplodovité a pabuky, které tvořily lesy. Gondwana se začala rozpadat před 110 miliony let a posunovat směrem k jihu, což se projevilo na klimatu i rostlinstvu. Prudké ochlazení způsobené změnou oceánských proudů před 30 až 35 miliony let způsobilo další velmi výrazný úbytek rostlin.

## Fotografie

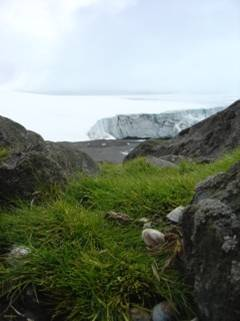
Trsy metlice Deschampsia antarctica
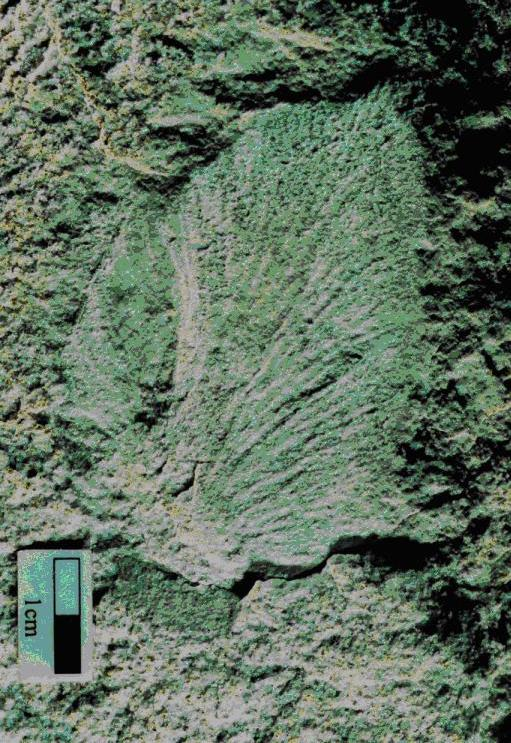
Skála porostlá lišejníkem
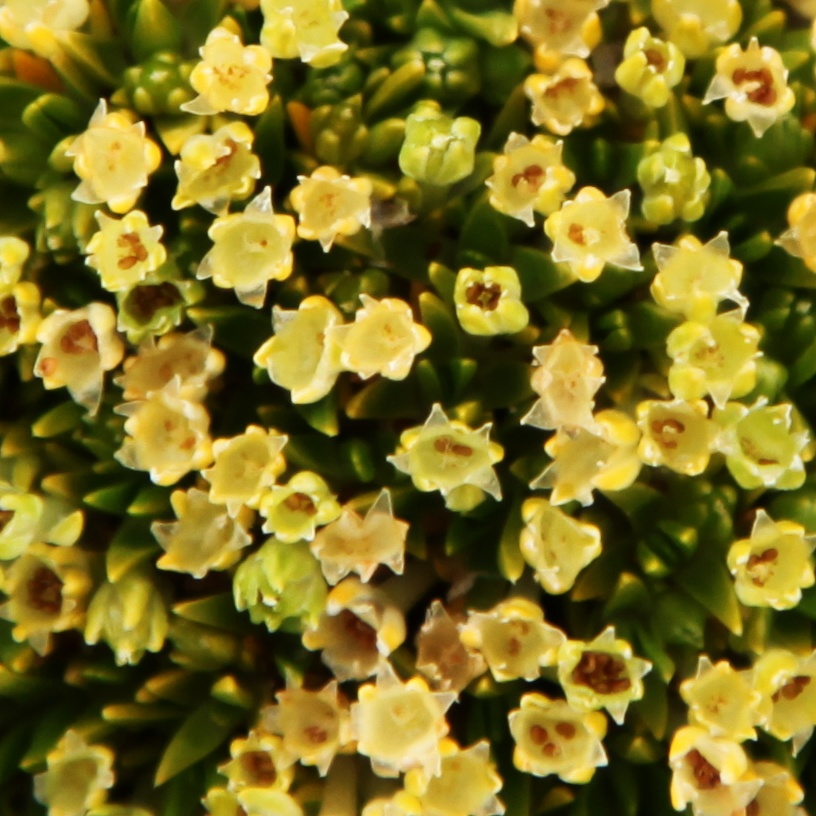
Květy Colobanthus quitensis
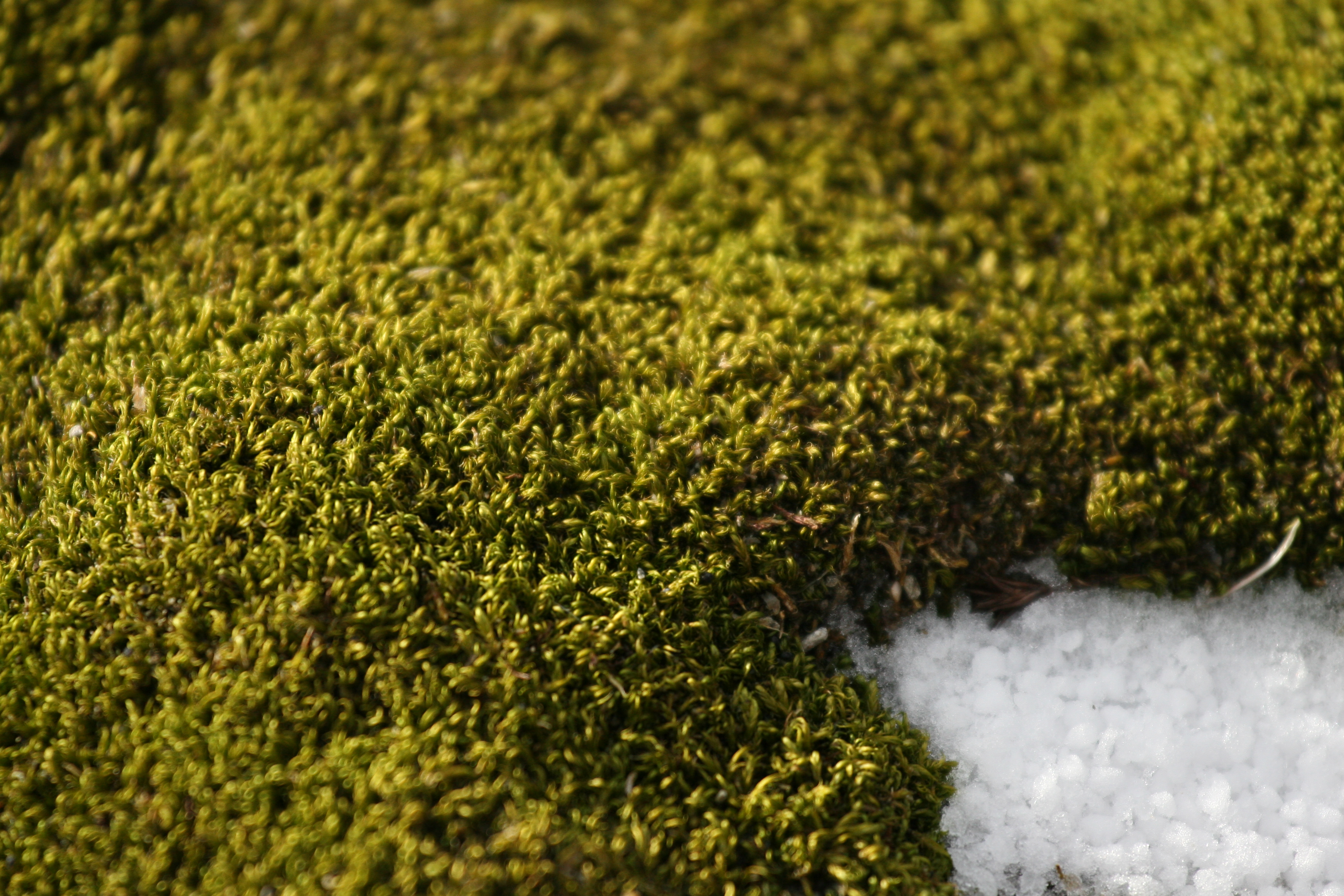
Mechy na ostrově Aitcho
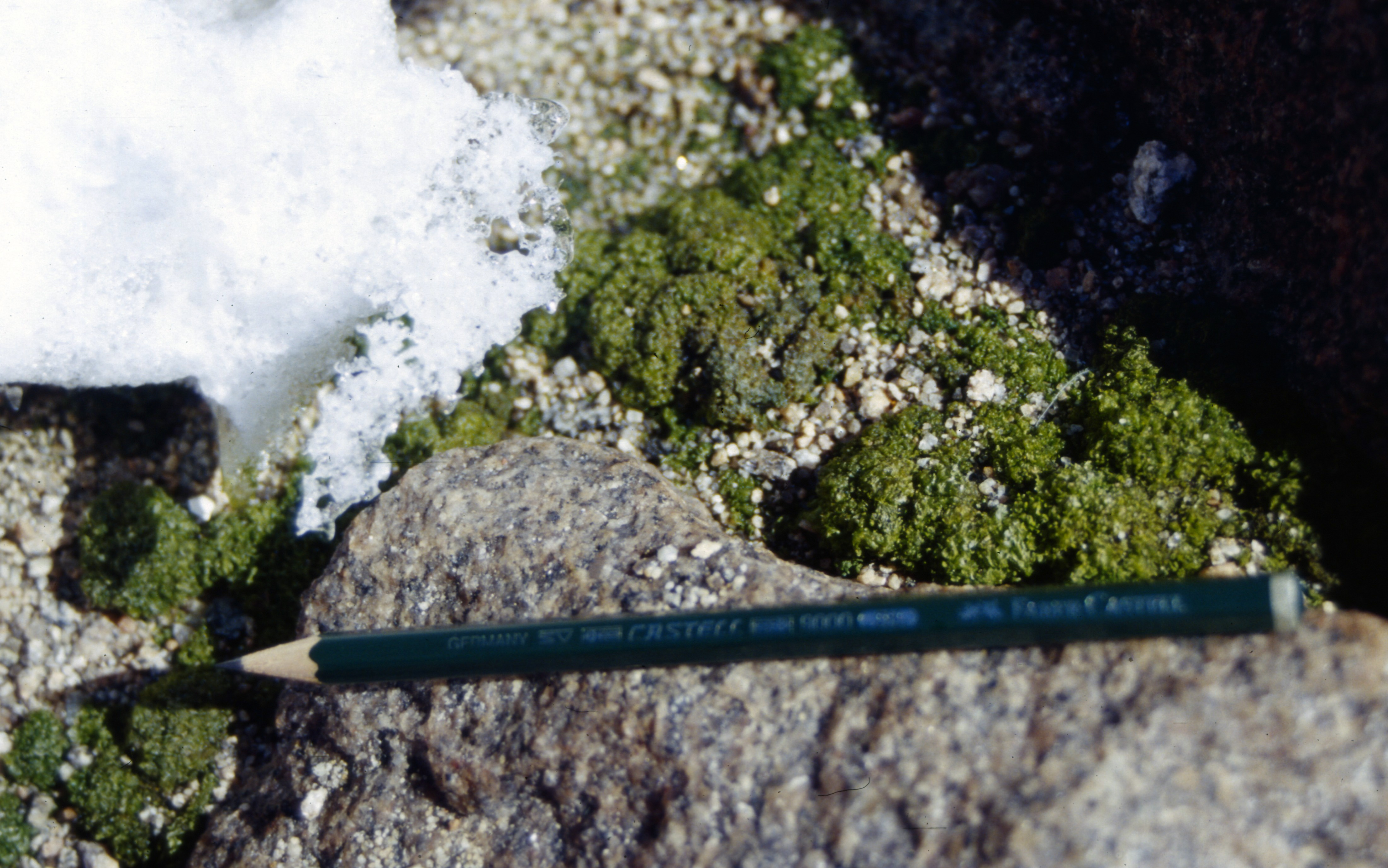
Mořská řasa Prasiola crispa